# Quantanthura tyri
Quantanthura tyri is een pissebed uit de familie Anthuridae. De wetenschappelijke naam van de soort is voor het eerst geldig gepubliceerd in 1997 door Negoescu & Jörundur Svavarsson.